# Brüchs

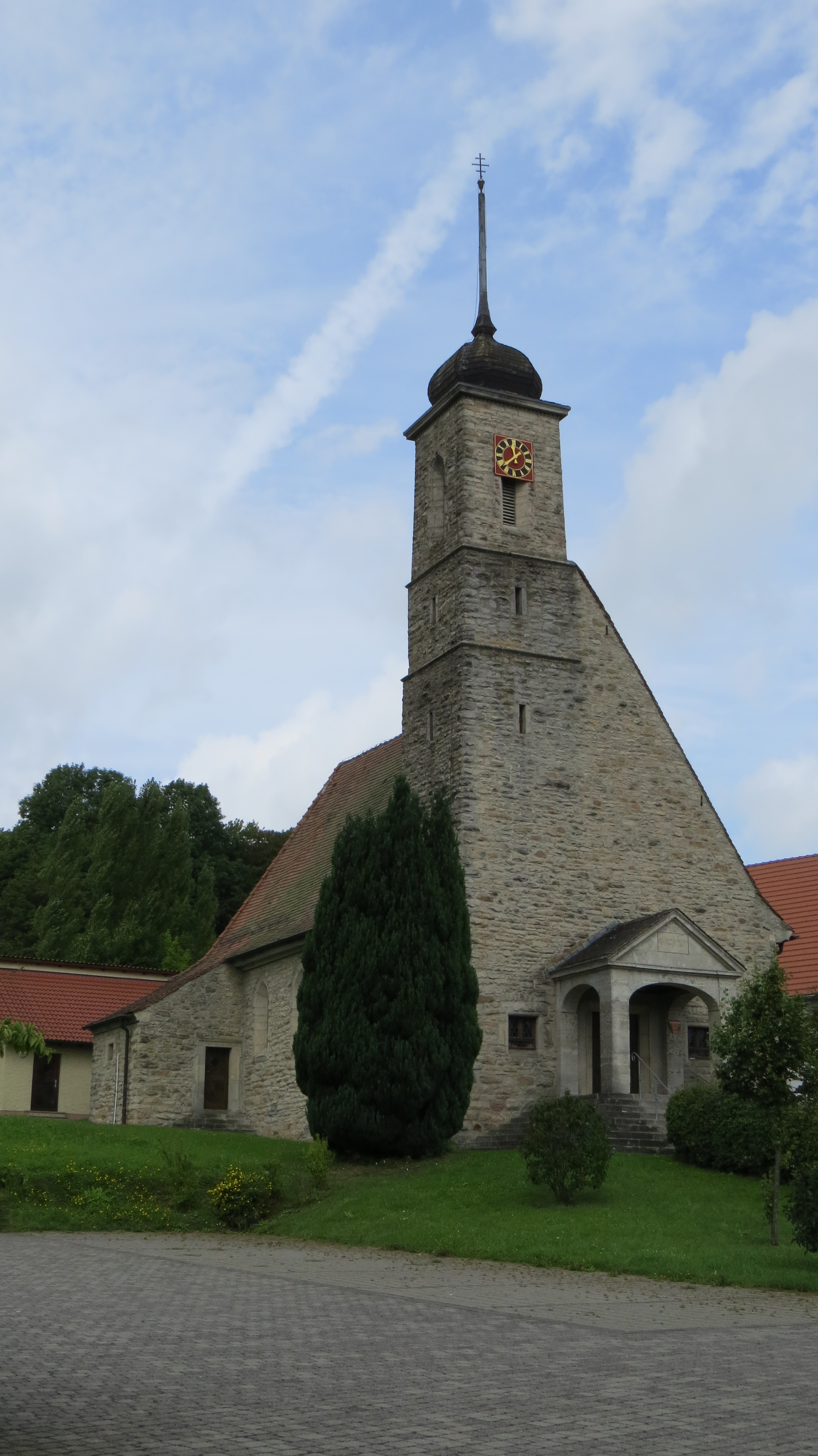
St. Anton (Brüchs).

Brüchs ist ein Gemeindeteil der Stadt Fladungen im unterfränkischen Landkreis Rhön-Grabfeld in Bayern. Die Gemarkung Brüchs hat eine Fläche von 2,169 km². Sie ist in 340 Flurstücke aufgeteilt, die eine durchschnittliche Flurstücksfläche von 6380,42 m² haben.

## Geografie
Westwärts des Pfarrdorfs steigt das Gelände, das ansonsten eben ist, schroff an. Die Kreisstraße NES 31 führt nach Weimarschmieden (2,8 km nordöstlich) bzw. nach Fladungen zur Bundesstraße 285 (2 km südwestlich). Eine Gemeindeverbindungsstraße führt nach Oberfladungen zur B 285 (1,6 km südöstlich).

## Geschichte
Der Ort wurde 1130 als „Brukke“ erstmals urkundlich erwähnt. Er war zu dieser Zeit ein hennebergisches Lehen. 1585 kam der Ort an das würzburgische Amt Fladungen. 1797 bestand der Ort aus 34 Häusern mit 125 Einwohnern. Er galt als arm. Die Einwohner lebten vom Haferanbau und der Leinenweberei.
Mit dem Gemeindeedikt (frühes 19. Jahrhundert) wurde die Ruralgemeinde Brüchs gebildet. Sie unterstand ursprünglich in Verwaltung und Gerichtsbarkeit dem Landgericht Fladungen, seit dessen Auflösung im Jahr 1928 dem Landgericht Mellrichstadt.
Im Zuge der Gebietsreform in Bayern wurde die Gemeinde Brüchs am 1. Januar 1972 in die Stadt Fladungen eingegliedert.

## Baudenkmäler
- Lindenstr. 1: Katholische Pfarrkirche St. Anton (Brüchs)
- Lindenstr. 6: Ehemalige katholische Kirche St. Anton
- Zwei Steinkreuze, ein Bildstock und ein Friedhofskreuz